# Goldhalspieper
Der Goldhalspieper (Macronyx flavicollis) ist eine Singvogelart aus der Familie der Stelzen und Pieper, die in den bergigen Hochebenen des nördlichen, mittleren und südwestlichen Äthiopiens beheimatet ist.
Die Art wird von der IUCN auf der Vorwarnliste (near threatened) geführt. Während die in Äthiopien endemische Art früher noch als häufig beschrieben wurde, ergaben Untersuchungen Mitte der 1990er Jahre ein anderes Bild. Höchstwahrscheinlich hat die mit dem Bevölkerungswachstum einhergehende Ausweitung der Landwirtschaft zu lokalen Abnahmen geführt.

## Beschreibung
Der Goldhalspieper ist mit 20 cm Körperlänge etwa singdrosselgroß. Wie alle Arten der Gattung zeichnet er sich durch eine sehr lange und gebogene Hinterzehe aus. Der Oberschnabel ist schwärzlich grau, der Unterschnabel eher grau. Die Iris ist braun. Beine und Füße sind bräunlich fleischfarben oder gelblich getönt.
Adulte Männchen sind oberseits bräunlich schwarz, zum Rücken hin heller gefärbt. Durch zimtfarbene Federsäume wirken Rücken und Bürzel streifig. Der auffällige Überaugenstreif ist vor dem Auge safrangelb, hinter dem Auge heller gelblich beige. Der breite Augenstreif ist olivbraun. Kinn und Kehle sind kräftig safrangelb gefärbt und von einem dunkel olivbraunen Bartstreif eingefasst, der auf den Halsseiten breiter wird und mit einem Brustband sehr variabler Breite verschmilzt. Ohrdecken und Halsseiten sind wie die vordere Brust gelblich beige bis weißlich aufgehellt. Die Unterseite ist gelbbeige bis zimtfarben, an Flanken und Schenkeln etwas aufgehellt und an den Brustseiten grob schwarzbraun gestrichelt. Die Bauchmitte weist eine gelbliche Tönung auf. Hand- und Armschwingen sind olivbraun mit hellen Säumen, die Oberflügeldecken schwarzbraun mit weißlichen, gelben, gebbeigen und zimtfarbenen Säumen. Die Achselfedern sind weiß, die Unterflügeldecken weiß mit dunkleren Zentren. Die Steuerfedern sind dunkel olivbraun und gelblich beige gesäumt. Die Schwanzaußenseiten sind weiß, wobei das Weiß auf den äußersten Steuerfedern nahezu die gesamte Außenfahne und einen Teil der Innenfahne umfasst und der Weißanteil sich auf den drei weiter innenliegenden immer weiter reduziert. Unterseits sind die Steuerfedern hell olivbraun mit zimtfarbener Tönung.
Das Weibchen ist unterseits heller und matter gefärbt als das Männchen. Immature Vögel sind an Kinn und Kehle gelblich beige bis zimtfarben, das umfassende Band ist brauner und das Brustband fleckig.

## Stimme
Der Gesang ist ein klares Trillern. Er wird von einer Warte aus oder im Singflug vorgebracht. Der Ruf ist weich pfeifend (Hörbeispiel).

## Lebensweise
Der Goldhalspieper besiedelt offene, grasbestandene Hochebenen zwischen 1200 und über 3000 m. Meist ist er jedoch in Höhen zwischen 1800 und 2750 m zu finden. Er ernährt sich von Insekten und anderen Wirbellosen, die er meist am Boden aufsammelt. Bruten wurden im Juni und August, beisweilen auch im Februar festgestellt. Das napfförmige Nest besteht aus Gras und wird mit Fasern oder Tierhaaren ausgekleidet. Es steht am Boden zwischen Gräsern oder jungen Getreidepflanzen. Das Gelege besteht aus zwei bis drei Eiern.